# Lotta (Zeitschrift)
Lotta. Antifaschistische Zeitung aus NRW, Rheinland-Pfalz und Hessen zuvor Lotta. Antifaschistische Zeitung aus NRW mit Kontaktadresse in Oberhausen, ist eine vierteljährlich erscheinende Zeitschrift, die sich mit einem aufklärerischen Anspruch im Wesentlichen mit den Erscheinungsformen des Rechtsextremismus – früher in erster Linie im Bundesland Nordrhein-Westfalen – befasst und sich als ein Sprachrohr der vor allem außerparlamentarischen antifaschistischen Bewegung versteht. Neben Informationen über die Aktivitäten der rechtsextremistischen Szene und deren Umfeld finden sich in Lotta auch regelmäßig Hinweise auf und Berichte über Aktionen der linksautonomen Antifa und anderer inhaltlich nahestehender Gruppierungen, zu denen die Zeitschrift mit zu mobilisieren versucht.

## Entstehung und Fokus
Die Zeitschrift ging 1999 aus der Antifaschistischen NRW-Zeitung hervor, die von 1993 bis 1998 mit insgesamt 17 Ausgaben erschien und 1993 aus der örtlichen, vom nordrhein-westfälischen Verfassungsschutz als linksextrem bewerteten Szene-Publikation Antifaschistischer Bericht Wuppertal hervorgegangen war. Lottas Inhalte sind jedoch nicht auf das Bundesland beschränkt, sondern es werden auch bundes- und europaweite Ereignisse und Entwicklungen behandelt, wobei allerdings Nordrhein-Westfalen, die angrenzenden Bundesländer und die Niederlande im Vordergrund stehen.
Die Zeitschrift kooperiert mit dem Internetportal Linksnet.

## Schwerpunktthemen
Jedes Heft hat ein Schwerpunktthema. Die bisherigen Ausgaben widmeten sich unter anderem folgenden Themen:
- dem aktuellen Umgang mit der nationalsozialistischen Vergangenheit in der Bundesrepublik Deutschland, dabei insbesondere der Zwangsarbeiterentschädigung und dem Bombardement von Dresden
- der sogenannten Anti-Antifa im Bundesgebiet, speziell im Bundesland Nordrhein-Westfalen
- „Der Rechtsstaat und die Rechte“
- „Neonazis im Internet“

- 01/November 1999: [kein Schwerpunkt]
- 02/März 2000: [kein Schwerpunkt]
- 03/Sommer 2000: [kein Schwerpunkt]
- 04/Winter 2000: [kein Schwerpunkt]
- 05/Frühjahr 2001:
- 06/Sommer 2001:
- 07/2001:
- 08/2002: Frauen in der extremen Rechten
- 09/2002: Themen der Rechten – Themen der Mitte
- 10/Herbst 2002: Tatort Stadion
- 11/2002: Rechtsrock – Begleitmusik zu Mord und Totschlag[4]
- 12/2003: RechtsRock – Teil II[5]
- 13/2003: Drinnen oder Draußen? Programme und Hilfen für „Aussteiger“ aus der Neonazi-Szene[6]
- 14/Herbst 2003: Auf der Suche nach dem Heil… Neuheidentum und Germanenkult[7]
- 15/2004: Hohmann & Co. Braune Seilschaften in der Mitte der Gesellschaft[8]
- 16/Frühjahr 2004: Studentische Korporationen[9]
- 17/Sommer 2004: Heß-Gedenkmärsche[10]
- 18/2004:
- Ausgabe 19: Geschichtspolitik
- Ausgabe 20 (Sondernummer, Sommer 2005):
- Ausgabe 22 (Frühjahr 2006): Mit Recht gegen Rechts? Der Rechtsstaat und die extreme Rechte
- Ausgabe 23 (Sommer 2006): Bits, Bytes, Neonazis? Das Internet und die extreme Rechte
- Ausgabe 24 (Herbst 2006): Alltag Aufmarsch. Die Demonstrationspolitik der extremen Rechten
- Ausgabe 25 (Winter 2005): „Der Kampf um die Parlamente“. Parlamentarisches Wirken der extremen Rechten
- Ausgabe 26 (Frühjahr 2007): “Antikapitalismus” von Rechts – Mythos oder Realität?
- Ausgabe 27 (Sommer 2007): Gewerkschaften und die extreme Rechte
- Ausgabe 28 (Herbst 2007): Frauen in der extremen Rechten"
- Ausgabe 29 (Winter 2007/2008): Männer in der extremen Rechten"
- Ausgabe 30 (Frühjahr 2008): Antiislamischer Populismus
- Ausgabe 31 (Sommer 2008): „Autonome Nationalisten“
- Ausgabe 32 (Herbst 2008): Die NPD – Aufbruch oder Abbruch?
- Ausgabe 33 (Winter 2008/2009): Recht extrem – Das „Extremismus“-Konstrukt
- Ausgabe 34 (Frühjahr 2009): Die extreme Rechte vor der Kommunalwahl 2009 in NRW
- Ausgabe 35 (Sommer 2009): Mythos Varusschlacht – Die Erfindung der deutschen Nation
- Ausgabe 36 (Herbst 2009): Die kirchliche Rechte – christlicher Fundamentalismus
- Ausgabe 37 (Winter 2009/2010): National Socialist Hardcore
- Ausgabe 40 (Frühjahr 2010): „Rechte Studierende“
- Ausgabe 41 (Sommer 2010): Geschichte und Kontinuitäten des deutschen Kolonialismus
- Ausgabe 42 (2011): Wege des Gedenkens. Erinnerungsorte an den Nationalsozialismus in Nordrhein-Westfalen (in Buchform)[11]
- Ausgabe 43 (Frühjahr 2011): Erziehung von rechts. NS-Kontinuitäten und konservativ-autoritäre Pädagogik; Bernhard Bueb: Lob der Disziplin
- Ausgabe 44 (Sommer 2011): Opferperspektiven. Rechte Gewalt und deren Opfer
- Ausgabe 45 (Herbst 2011): Keine Partei zum Buch? Die rechtspopulistische Lücke
- Ausgabe 46 (Winter 2011/2012): Nationalsozialistischer Untergrund. Kontinuitäten des Rechtsterrorismus und die Rolle des Verfassungsschutzes
- Ausgabe 47 (Frühjahr 2012): Spießige Rebellen. Die Grauzone – Schnittstelle zu extrem rechten Lebenswelten oder Die Grauzone – Schnittstelle zwischen “unpolitisch” und RechtsRock.
- Ausgabe 48 (Sommer 2012): „Graue Wölfe“. Extrem rechte Erscheinungsformen in türkischstämmigen Communities”
- Ausgabe 49: Staatliche Repression gegen die extreme Rechte
- Ausgabe 50: 20 Jahre Solingen – 20 Jahre Abschaffung des Asylrechts
- Ausgabe 51: Sozialdarwinistische Zustände – Wohnungs- und Obdachlose als vergessene Opfer rechter Gewalt
- Ausgabe 52: „Drinnen“ oder „Draußen“? – Der Mythos Ausstieg aus der extremen Rechten
- Ausgabe 53: Rechte Frei-Räume – Bedeutung, Praxis und Auswirkungen
- Ausgabe 54: Feindbild Roma – Das Beispiel Duisburg
- Ausgabe 55: Kampf um die Kurven – Antifaschistische Fankultur vor der Verdrängung?
- Ausgabe 56: Baustelle NSU-Aufklärung – Versuch einer Bestandsaufnahme
- Ausgabe 57: „Kampf dem Genderismus“ – Antifeminismus als Scharnier zwischen extremer Rechter, Konservatismus und bürgerlichem Mainstream
- Ausgabe 58: Demonstrationspolitik der extremen Rechten – Wiederkehr der großen Aufmärsche oder neue Unübersichtlichkeit?
- Ausgabe 59: Kaltland – Zwischen Abschottung, rechter Hetze und „Willkommenskultur“ gegenüber Geflüchteten
- Ausgabe 60: Verschwörungstheorien – Auf der Suche nach der „echten Wahrheit“
- Ausgabe 61: Masse Macht Bewegung? – Die neue Qualität rassistischer Mobilisierungen
- Ausgabe 62: „Bürgerwehren“ – Selbsternannte Hilfssheriffs als „Ordnungshüter“
- Ausgabe 63 (August 2016): 17-seitiger Schwerpunkt „Militarismus und extreme Rechte“
- Ausgabe 64: Neue Rechte
- Ausgabe 65: Keine Alternative – Die AfD auf dem Weg in Richtung NRW-Landtag und Bundestag
- Ausgabe 66: RechtsRock – Aktuelle Bestandsaufnahme der extrem rechten Musik-Szene
- Ausgabe 67: Europa und die extreme Rechte
- Ausgabe 68: „Bitte folgen“ – Polizei & Politik
- Ausgabe 69: Der rechte Haken – Neonazis & Kampfsport
- Ausgabe 70: Männlichkeit, Misogynie und Männerbund
- Ausgabe 71: Rechtsterrorismus ...jenseits des NSU
- Ausgabe 72: Über 18 Jahre Nicht-Aufklärung- Der Düsseldorfer Wehrhahn-Bombenanschlag
- Ausgabe 73: Vom Volksempfänger zum Smartphone
- Ausgabe 74: 100 Jahre Faschismus
- Ausgabe 75: AfD in den Parlamenten
- Ausgabe 76: Rechts verbunden
- Ausgabe 77: Spiel-Dynamiken? Gaming, Männlichkeit und extreme Rechte
- Ausgabe 78 (Mai 2020): Tod durch Polizei und Gewahrsam
- Ausgabe 79 (August 2020): Erinnern heißt Verändern - Antifaschistische Gedächtnispolitik
- Ausgabe 80 (November 2020): Feindbild Antifa - Aktualität, Bedeutung, Ausprägungen und Reichweite eines zentralen rechten Feindbildes
- Ausgabe 81 (Februar 2021): Demaskiert - Die Bewegung der Pandemie-Leugner*innen
- Ausgabe 82 (April 2021): Der große Abgesang - Niedergang der neofaschistischen "Identitären"
- Ausgabe 83 (Juli 2021): Sprete Fashizma - Geschichtsrevisionismus & NS-Verherrlichung in (Süd-)Osteuropa
- Ausgabe 84 (November 2021): Verbaute Ideologie? Architektur und Stadtplanung von rechts
- Ausgabe 85 (Februar 2022): Ostdeutschland rechts außen?!
- Ausgabe 86 (Mai 2022): Hessische Zustände
- Ausgabe 87 (August 2022): Die Neonazi-Szene im Wandel
- Ausgabe 88 (Oktober 2022): "Reclaim & Remember" - Migrantische und jüdische Perspektiven in der Auseinandersetzung um Erinnerung und Aufklärung rechten Terrors
- Ausgabe 89 (Februar 2023): Wahlerfolge der extremen Rechten in Europa
- Ausgabe 90 (Mai 2023): Die junge Alternative - Zwischen Parteikarriere und Bewegung
- Ausgabe 91 (Juli 2023): Krieg und Protest - Die Rechte und die Friedensbewegung
- Ausgabe 92 (Oktober 2023): Der Anastasia-Kult. Zwischen Rechtsesoterik und völkischer Bewegung
- Ausgabe 93 (Januar 2024): Zurück in die Zukunft - Renaissance des Konservatismus?
- Ausgabe 94 (April 2024): Fantastische Reiche - Die Welt der "Reichsbürger" und "Selbstverwalter"
- Ausgabe 95 (Juli 2024): Wenn die AfD regiert... Analysen und Strategien nach den Wahlerfolgen der extremen Rechten.
- Ausgabe 96 (Oktober 2024): Antiimperialismus - Linke Mode und rechte Fallstricke.
- Ausgabe 97 (Januar 2025): Das Wandern ist des Kameraden Lust
- Ausgabe 98 (Juni 2025): Antifeminismus: Extrem rechte Ideologie - gesamtgesellschaftliche Ausprägungen

Darüber hinaus betreuen die Macher der Lotta seit Mitte Mai 2012 den seit Sommer 2009 existierenden blog NRW Rechtsaußen, sowie dazu einen gleichnamigen Twitter-Account.

## Einschätzung der Verfassungsbehörden
Der Verfassungsschutz Baden-Württemberg stufte die Zeitschrift bis 2007 als linksextremistische oder linksextremistisch beeinflusste Publikation ein.
In einem von der Zeitung angestrengten vorläufigen Rechtsschutzverfahren vor dem Verwaltungsgericht Düsseldorf wurde dem Landesamt für Verfassungsschutz Nordrhein-Westfalen mit Beschluss vom 3. Juni 2009 untersagt, die Lotta in seinem Jahresbericht 2008 zu nennen. Das Gericht stellte im Ergebnis fest: „Insbesondere geht [der Verfassungsschutz] selbst nicht davon aus, dass im Falle [der LOTTA] (...) oder auch nur bei einzelnen Autoren von Beiträgen in der ‘LOTTA’ verfassungsfeindliche Bestrebungen nachgewiesen sind.“